# Aucula fernandezi
Aucula fernandezi là một loài bướm đêm trong họ Noctuidae.